# Кепотешть (Бакеу)
Кепотешть, Кепотешті (рум. Căpotești) — село у повіті Бакеу в Румунії. Входить до складу комуни Хуруєшть.
Село розташоване на відстані 221 км на північний схід від Бухареста, 44 км на південний схід від Бакеу, 103 км на південь від Ясс, 109 км на північний захід від Галаца, 144 км на північний схід від Брашова.

## Населення
За даними перепису населення 2002 року у селі проживали 219 осіб, усі — румуни. Усі жителі села рідною мовою назвали румунську.